# 5001 EMP
Az 5001 EMP (ideiglenes jelöléssel 1987 SB1) a Naprendszer kisbolygóövében található aszteroida. Edward L. G. Bowell fedezte fel 1987. szeptember 19-én.